# Юрчиньская, Анна
Анна Юрчиньская (пол. Anna Jurczyńska; 4 мая 1926, Величка — 19 октября 2009) — польская шахматистка, международный мастер (1981) среди женщин.
Чемпионка Польши (1962, 1965, 1973—1974 и 1978). В составе сборной Польши участница двух Олимпиад (1978—1988).

## Изменения рейтинга
| Графики недоступны из-за технических проблем. См. информацию на Фабрикаторе и на mediawiki.org. |